# Liv Süchting
Liv-Charlotte Süchting (* 29. Mai 2000 in Nienburg/Weser) ist eine deutsche Handballspielerin.

## Karriere

### Hallenhandball
Liv Süchting spielte anfangs bei der HSG Nienburg. Mit der B-Jugend der HSG gewann sie 2017 die Oberliga-Meisterschaft und nahm anschließend an der deutschen Meisterschaft teil. In der Saison 2017/18 besaß die Rückraumspielerin zusätzlich ein Zweitspielrecht für den Drittligisten TV Oyten. Im Sommer 2018 wechselte sie zum Buxtehuder SV, mit deren A-Jugendmannschaft sie in der A-Juniorinnen Bundesliga antrat sowie für die 2. Damenmannschaft in der 3. Liga auflief. In der Saison 2019/20 erzielte sie am 7. September 2019 gegen die HSG Bad Wildungen ihren ersten Treffer in der Bundesliga. Am 16. Oktober 2019 verletzte sie sich in der Schlussminute der Bundesligapartie gegen den Thüringer HC am vorderen Kreuzband. Nach ihrer Rückkehr auf das Handballfeld wurde bei ihr Ende der Saison 2022/23 ein Hirntumor entdeckt, der operativ entfernt wurde.

### Beachhandball
Süchting lief zunächst für die deutsche Beachhandballmannschaft Sandmöpse Neerstedt auf. Mittlerweile gehört sie dem Kader der Beach Unicorns Hannover an. Weiterhin gehört sie dem Kader der deutschen Beachhandball-Nationalmannschaft an. 2021 wurde sie bei den Deutschen Meisterschaften mit ihrer Mannschaft Dritte. Bei der Beachhandball Euro 2021 gewann sie mit der deutschen Auswahl den EM-Titel. Ein Jahr später gewann sie mit Deutschland die Goldmedaille bei der Beachhandball-Weltmeisterschaft sowie bei den World Games. Sie erhielt dafür das Silberne Lorbeerblatt.